# Classements de la saison 2014 de NCAA (football américain)
Trois sondages relatifs à la saison 2014 de Division 1 FBS (Football Bowl Subdivision) de football américain universitaire sont reconnus par la NCAA même si de nombreux autres sondages sont publiés dans divers médias. Contrairement à la plupart des autres sports, l'organe directeur de la NCAA ne décerne pas un titre de champion national au terme de la saison régulière. Ce titre est décerné par une ou plusieurs agences de sondages (les polls) ce qui expique que par le passé plusieurs équipes pouvaient être déclarées championnes d'une même saison. Deux des principaux organismes de sondage, l'AP Poll et le Coaches'Poll, commencent à publier leurs classements avant le début de la saison et le font ensuite après chaque semaine de compétition. 
À partir de la saison 2014, un troisième classement est réalisé à partir de la mi-saison (après la 8e semaine de compétition) : le College Football Playoff (CFP). En effet, c'est la première fois que la saison régulière est suivie d'un système de playoffs à quatre équipes. Ce système remplace l'ancien système du BCS Bowl Championship Series. Le 7 décembre 2014, après la dernière semaine de saison régulière, le comité du CFP dévoile le premier classement final de la Div. 1 du FBS. Ce classement détermine les quatre équipes qui participeront aux playoffs menant à la grande finale nationale du 12 janvier 2015 au AT&T Stadium d'Arlington dans le Texas. Il désigne également les équipes qui participeront aux 4 autres bowls majeurs n'accueillant pas les demi-finales du CFP.

## Légende
|       |  | Monte dans le classement                                                    |
|       |  | Descend dans le classement                                                  |
|       |  | Même classement que le w-e précédent                                        |
|       |  | Sélectionné pour le College Football Playoff                                |
|       |  | Champion National                                                           |
| (#–#) |  | Matchs (Gagné-Perdu)                                                        |
| ≈     |  | A égalité avec l'équipe possédant le même symbole (du dessus ou du dessous) |

## Classements CFP
| CFP                    | Week 9 28 octobre       | Week 10 4 novembre       | Week 11 11 novembre     | Week 12 18 novembre       | Week 13 25 novembre      | Week 14 2 décembre       | Week 15 (Final) 7 décembre    | Saison 2014 |
| ---------------------- | ----------------------- | ------------------------ | ----------------------- | ------------------------- | ------------------------ | ------------------------ | ----------------------------- | ----------- |
| 1                      | Mississippi State (7–0) | Mississippi State (8–0)  | Mississippi State (9–0) | Alabama (9-1)             | Alabama (10-1)           | Alabama (11-1)           | Alabama (12-1)(7-1)           | 1           |
| 2                      | Florida State (7–0)     | Florida State (8–0)      | Oregon (9–1)            | Oregon(9-1)               | Oregon(10-1)             | Oregon(11-1)             | Oregon(12-1)(8-1)             | 2           |
| 3                      | Auburn (6–1)            | Auburn (7–1)             | Florida State (9–0)     | Florida State (10–0)      | Florida State (11–0)     | TCU (10–1)               | Florida State (13–0)(8-0)     | 3           |
| 4                      | Ole Miss (7–1)          | Oregon (8–1)             | TCU (8–1)               | Mississippi State (9–1)   | Mississippi State (10–1) | Florida State (12-0)     | Ohio State (12–1)(8-0)        | 4           |
| 5                      | Oregon (7–1)            | Alabama (7–1)            | Alabama (8–1)           | TCU (9–1)                 | TCU (10–1)               | Ohio State (11–1)        | Baylor (11–1)(8-1)            | 5           |
| 6                      | Alabama (7–1)           | TCU (7–1)                | Arizona State (8–1)     | Ohio State (9–1)          | Ohio State (10–1)        | Baylor (10–1)            | TCU (11–1)(8-1)               | 6           |
| 7                      | TCU (6–1)               | Kansas State (7–1)       | Baylor (8–1)            | Baylor (9–1)              | Baylor (9–1)             | Arizona (10-2)           | Mississippi State (10–2)(6-2) | 7           |
| 8                      | Michigan State (7–1)    | Michigan State (7–1)     | Ohio State (8–1)        | Ole Miss (8–2)            | UCLA (9–2)               | Michigan State (10–2)    | Michigan State (10–2)(6-2)    | 8           |
| 9                      | Kansas State (6–1)      | Arizona State (7–1)      | Auburn (7–2)            | UCLA (8–2)                | Georgia (9–2)            | Kansas State (9–2)       | Ole Miss (9–3)(5-3)           | 9           |
| 10                     | Notre Dame (6–1)        | Notre Dame (7–1)         | Ole Miss (8–2)          | Georgia (8–2)             | Michigan State (9–2)     | Mississippi State (10–2) | Arizona (10–3)(7-2)           | 10          |
| 11                     | Georgia (6–1)           | Ole Miss (7–2)           | UCLA (8–2)              | Michigan State (8–2)      | Arizona (9-2)            | Georgia Tech (10-2)      | Kansas State (9-3)(7–2)       | 11          |
| 12                     | Arizona (6–1)           | Baylor (7–1)             | Michigan State (7–2)    | Kansas State (7–2)        | Kansas State (8–2)       | Ole Miss (9–3)           | Georgia Tech (10-3)(6-2)      | 12          |
| 13                     | Baylor (6–1)            | Nebraska (8–1)           | Kansas State (7–2)      | Arizona State (8–2)       | Arizona State (9–2)      | Wisconsin (10–2)         | Georgia (9–2)(6-2)            | 13          |
| 14                     | Arizona State (6–1)     | Ohio State (7–1)         | Arizona (7–2)           | Auburn (7–3)              | Wisconsin (9–2)          | Georgia Tech (9-3)       | UCLA (9–3)(6-3)               | 14          |
| 15                     | Nebraska (7–1)          | Oklahoma (6–2)           | Georgia (7–2)           | Arizona (8–2)             | Auburn (8–3)             | UCLA (9–3)               | Arizona State (9–3)(6-3)      | 15          |
| 16                     | Ohio State (6–1)        | LSU (7–2)                | Nebraska (8–1)          | Wisconsin (8–2)           | Georgia Tech (9–2)       | Missouri (10-2)          | Missouri (10-3)(7-1)          | 16          |
| 17                     | Utah (6–1)              | Utah (6–2)               | LSU (7–3)               | Utah (7–3)                | Missouri (9-2)           | Arizona State (9–3)      | Clemson (9–3)(6-2)            | 17          |
| 18                     | Oklahoma (5–2)          | UCLA (7–2)               | Notre Dame (7–2)        | Georgia Tech (9–2)        | Minnesota (8–3)          | Clemson (9–3)            | Wisconsin (10-3)(7-1)         | 18          |
| 19                     | LSU (7–2)               | Arizona (6–2)            | Clemson (7–2)           | USC (7-3)                 | Ole Miss (8–3)           | Auburn (8–4)             | Auburn (8–4)(4-4)             | 19          |
| 20                     | West Virginia (6–2)     | Georgia (6–2)            | Wisconsin (7–2)         | Missouri (8-2)            | Oklahoma (8-3)           | Oklahoma (8-3)           | Boise State (11-2)(7-1)       | 20          |
| 21                     | Clemson (6–2)           | Clemson (6–2)            | Duke (8–1)              | Oklahoma (7-3)            | Clemson (8–3)            | Louisville (9-3)         | Louisville (9-3)(5-3)         | 21          |
| 22                     | UCLA (6–2)              | Duke (7–1)               | Georgia Tech (8–2)      | Clemson (7–3)             | Louisville (8-3)         | Boise State (10-2)       | Utah (8–4)(5-4)               | 22          |
| 23                     | East Carolina (6–1)     | West Virginia (6–3)      | Utah (6–3)              | Nebraska (8–2)            | Boise State (9-2)        | Utah (8–4)               | LSU (8-4)(4-4)                | 23          |
| 24                     | Duke (6–1)              | Georgia Tech (7–2)       | Texas A&M (7–3)         | Louisville (7-3)          | Marshall (11-0)          | LSU (8-4)                | USC (8-4)(6-3)                | 24          |
| 25                     | Louisville (6–2)        | Wisconsin (6–2)          | Minnesota (7–2)         | Minnesota (7–3)           | Utah (7–4)               | USC (8-4)                | Minnesota (8–4)(5-3)          | 25          |
| CFP                    | Week 9 28 octobre       | Week 10 4 novembre       | Week 11 11 novembre     | Week 12 18 novembre       | Week 13 25 novembre      | Week 14 2 décembre       | Week 15 (Final) 7 décembre    |             |
| Sortis du classement : | Sortis du classement :  | East Carolina Louisville | Oklahoma West Virginia  | Notre Dame Texas A&M Duke | USC Nebraska             | Marshall Minnesota       | Oklahoma                      |             |

## Classements Associated Press Poll
| A.P.                   | Présaison 17 aout      | Sem. 1 2 septembre   | Sem. 2 7 septembre      | Sem. 3 14 septembre      | Sem. 4 21 septembre   | Sem. 5 28 septembre          | Sem. 6 5 octobre        | Sem. 7 12 octobre          | Sem. 7 12 octobre          |
| ---------------------- | ---------------------- | -------------------- | ----------------------- | ------------------------ | --------------------- | ---------------------------- | ----------------------- | -------------------------- | -------------------------- |
| 1                      | Florida State          | Florida State (1–0)  | Florida State (2–0)     | Florida State (2–0)      | Florida State (3–0)   | Florida State (4–0)          | Florida State (5–0)     | Mississippi State (6–0)    | 1                          |
| 2                      | Alabama                | Alabama (1–0)        | Oregon (2–0)            | Oregon (3–0)             | Oregon (4–0)          | Oregon (4–0)                 | Auburn (5–0)            | Florida State (6—0)        | 2                          |
| 3                      | Oregon                 | Oregon (1–0)         | Alabama (2–0)           | Alabama (3–0)            | Alabama (4–0)         | Alabama (4–0)                | Mississippi St. (5-0) ≈ | Ole Miss (6–0)             | 3                          |
| 4                      | Oklahoma               | Oklahoma (1–0)       | Oklahoma (2–0)          | Oklahoma (3–0)           | Oklahoma (4–0)        | Oklahoma (4–0)               | Ole Miss (5–0) ≈        | Baylor (6–0)               | 4                          |
| 5                      | Ohio State             | Auburn (1–0)         | Auburn (2–0)            | Auburn (2–0)             | Auburn (3–0)          | Auburn (4–0)                 | Baylor (5–0)            | Notre Dame (6–0)           | 5                          |
| 6                      | Auburn                 | Georgia (1–0)        | Georgia (1–0)           | Texas A&M (3–0)          | Texas A&M (4–0)       | Texas A&M (5–0)              | Notre Dame (5–0)        | Auburn (5–1)               | 6                          |
| 7                      | UCLA                   | Michigan State (1–0) | Texas A&M (2–0)         | Baylor (3–0)             | Baylor (3–0)          | Baylor (4–0)                 | Alabama (4–1)           | Alabama (5–1)              | 7                          |
| 8                      | Michigan State         | Ohio State (1–0)     | Baylor (2–0)            | LSU (3–0)                | Notre Dame (3–0)      | UCLA (4–0)                   | Michigan State (4–1)    | Michigan State (5–1)       | 8                          |
| 9                      | South Carolina         | Texas A&M (1–0)      | USC (2–0)               | Notre Dame (3–0)         | Michigan State (2–1)  | Notre Dame (4–0)             | TCU (4–0)               | Oregon (5–1)               | 9                          |
| 10                     | Baylor                 | Baylor (1–0)         | LSU (2–0)               | Ole Miss (3–0)           | Ole Miss (3–0)        | Michigan State (3–1)         | Arizona (5–0)           | Georgia (5–1)              | 10                         |
| 11                     | Stanford               | UCLA (1–0)           | Notre Dame (2–0)        | Michigan State (1–1)     | UCLA (3–0)            | Ole Miss (4–0)               | Oklahoma (4–1)          | Oklahoma (5–1)             | 11                         |
| 12                     | Georgia                | LSU (1–0)            | UCLA (2–0)              | UCLA (3–0)               | Georgia (2–1)         | Mississippi State (4–0)      | Oregon (4–1)            | TCU (4–1)                  | 12                         |
| 13                     | LSU                    | Stanford (1–0)       | Michigan State (1–1)    | Georgia (1–1)            | South Carolina (3–1)  | Georgia (3–1)                | Georgia (4–1)           | Ohio State (4–1)           | 13                         |
| 14                     | Wisconsin              | USC (1–0)            | Ole Miss (2–0)          | South Carolina (2–1)     | Mississippi St. (4–0) | Stanford (3–1)               | Texas A&M (5–1)         | Kansas State (4–1)         | 14                         |
| 15                     | USC                    | Ole Miss (1–0)       | Stanford (1–1)          | Arizona State (3–0)      | Arizona State (3–0)   | LSU (4–1)                    | Ohio State (4–1)        | Oklahoma State (5–1)       | 15                         |
| 16                     | Clemson                | Notre Dame (1–0)     | Arizona State (2–0)     | Stanford (2–1)           | Stanford (2–1)        | USC (3–1)                    | Oklahoma State (4–1)    | Arizona (5–1)              | 16                         |
| 17                     | Notre Dame             | Arizona State (1–0)  | Virginia Tech (2–0)     | USC (2–1)                | LSU (3–1)             | Wisconsin (3–1)              | Kansas State (4–1)      | Arizona State (4–1)        | 17                         |
| 18                     | Ole Miss               | Wisconsin (0–1)      | Wisconsin (1–1)         | Missouri (3–0)           | USC (2–1)             | BYU (4–0)                    | UCLA (4–1)              | East Carolina (5–1)        | 18                         |
| 19                     | Arizona State          | Nebraska (1–0)       | Kansas State (2–0)      | Wisconsin (1–1)          | Wisconsin (2–1)       | Nebraska (5–0)               | East Carolina (4–1)     | Nebraska (5–1)             | 19                         |
| 20                     | Kansas State           | Kansas State (1–0)   | Missouri (2–0)          | Kansas State (2–0)       | BYU (4–0)             | Ohio State (3–1)             | Arizona State (4–1)     | Utah (4–1)                 | 20                         |
| 21                     | Texas A&M              | N. Carolina (1–0) ≈  | Louisville (2–0)        | BYU (3–0)                | Nebraska (4–0)        | Oklahoma State (3–1)         | Nebraska (5–1)          | Texas A&M (5–2)            | 21                         |
| 22                     | Nebraska               | S. Carolina (0-1) ≈  | Ohio State (1–1)        | Clemson (1–1)            | Ohio State (2–1)      | East Carolina (3–1)          | Georgia Tech (5–0)      | USC (4–2)                  | 22                         |
| 23                     | North Carolina         | Clemson (0–1)        | Clemson (1–1)           | Ohio State (2–1)         | East Carolina (3–1)   | Kansas State (3–1)           | Missouri (4–1)          | Stanford (4–2)             | 23                         |
| 24                     | Missouri               | Missouri (1–0)       | So. Carolina (1–1)      | Nebraska (3–0)           | Oklahoma State (2–1)  | Missouri (4–1)               | Utah (4–1)              | Clemson (4–2)              | 24                         |
| 25                     | Washington             | Louisville (1–0)     | BYU (2–0)               | Oklahoma State (2–1)     | Kansas State (2–1)    | TCU (3–0)                    | Stanford (3–2)          | Marshall (6–0)             | 25                         |
| A.P.                   | Présaison 17 aout      | Sem. 1 2 septembre   | Sem. 2 7 septembre      | Sem. 3 14 septembre      | Sem. 4 21 septembre   | Sem. 5 28 septembre          | Sem. 6 5 octobre        | Sem. 7 12 octobre          | Sem. 7 12 octobre          |
| Sortis du classement : | Sortis du classement : | Washington           | Nebraska North Carolina | Virginia Tech Louisville | Missouri Clemson      | South Carolina Arizona State | LSU USC Wisconsin BYU   | UCLA Georgia Tech Missouri | UCLA Georgia Tech Missouri |

| A.P   | Sem. 8 19 octobre                 | Sem. 9 26 octobre     | Sem. 10 2 novembre    | Sem. 11 9 novembre     | Sem. 12 16 novembre    | Sem. 13 23 novembre    | Sem. 14 30 novembre               | Sem. 15 7 décembre     | Ap. Bowls 13 janvier   | Ap. Bowls 13 janvier |
| ----- | --------------------------------- | --------------------- | --------------------- | ---------------------- | ---------------------- | ---------------------- | --------------------------------- | ---------------------- | ---------------------- | -------------------- |
| 1     | Mississippi St. (6–0)             | Mississippi St. (7–0) | Mississippi St. (8–0) | Mississippi St. (9-0)  | Florida St. (10-0)     | Florida St. (11-0)     | Alabama (11-1)                    | Alabama (12-1)         | Ohio St. (14-1)        | 1                    |
| 2     | Florida St. (7–0)                 | Florida St. (7–0)     | Florida St. (8–0)     | Florida St. (9-0)      | Alabama (9-1)          | Alabama (10-1)         | Florida St. (12-0)                | Florida St. (13-0)     | Oregon (13-2)          | 2                    |
| 3     | Ole Miss (7–0)                    | Alabama (7–1)         | Auburn (7–1)          | Oregon (9-1)           | Oregon (9-1)           | Oregon (10-1)          | Oregon (11-1)                     | Oregon (12-1)          | TCU (12-1)             | 3                    |
| 4     | Alabama (6–1)                     | Auburn (6–1)          | Alabama (7–1)         | Alabama (8-1)          | Mississippi St. (9-1)  | Mississippi St. (10-1) | TCU (10-1)                        | Baylor (11-1)          | Alabama (12-2)         | 4                    |
| 5     | Auburn (5–1)                      | Oregon (7–1)          | Oregon (8–1)          | TCU (8-1)              | TCU (9-1)              | Baylor (10-1)          | Baylor (10-1)                     | Ohio St. (12-1)        | Florida State (13-1)   | 5                    |
| 6     | Oregon (6–1)                      | Notre Dame (6–1)      | TCU (7–1)             | Baylor (8-1)           | Baylor (8-1)           | TCU (9-1)              | Ohio St. (11-1)                   | TCU (11-1)             | Michigan St. (11-2)    | 6                    |
| 7     | Notre Dame (6–1)                  | Ole Miss (7–1)        | Michigan St. (7–1)    | Arizona St. (8-1)      | Ohio St. (9-1)         | Ohio St. (10-1)        | Michigan St. (10-2)               | Michigan St. (10-2)    | Baylor (11-2)          | 7                    |
| 8     | Michigan St. (6–1)                | Michigan St. (7–1)    | Notre Dame (7–1)      | Ohio St. (8-1)         | Ole Miss (8-2)         | Georgia (9-2)          | Arizona (10-2)                    | Mississippi St. (10-2) | Georgia Tech (11-3)    | 8                    |
| 9     | Georgia (6–1)                     | Georgia (6–1)         | Kansas St. (7–1)      | Auburn (7-2)           | Georgia (8-2)          | UCLA (9-2)             | Kansas St. (9-2)                  | Ole Miss (9-3)         | Georgia (10-3)         | 9                    |
| 10    | TCU (5–1)                         | TCU (6–1)             | Baylor (7–1)          | Ole Miss (8-2)         | Michigan St. (9-2)     | Michigan St. (9-2)     | Mississippi St. (10-2)            | Georgia Tech (10-3)    | UCLA (10-3)            | 10                   |
| 11    | Kansas St. (5–1)                  | Kansas St. (6–1)      | Arizona St. (7–1)     | Nebraska (8-1)         | UCLA (8-2)             | Kansas St. (8-2)       | Wisconsin (10-2)                  | Kansas St. (9-3)       | Mississippi St. (10-3) | 11                   |
| 12    | Baylor (6–1)                      | Baylor (6–1)          | Ole Miss (7–2)        | Michigan St. (7-2)     | Kansas St. (8-2)       | Arizona (9-2)          | Georgia Tech (10-2)               | Arizona (10-3)         | Arizona St. (10-3)     | 12                   |
| 13    | Ohio St. (5–1)                    | Ohio St. (6–1)        | Ohio St. (7–1)        | Kansas St. (7-2)       | Arizona St. (8-2)      | Arizona St. (9-2)      | Ole Miss (9-3)                    | Georgia (9-3)          | Wisconsin (11-3)       | 13                   |
| 14    | Arizona St. (5–1)                 | Arizona (6–1)         | LSU (7–2)             | UCLA (8-2)             | Wisconsin (8-2)        | Wisconsin (9-2)        | Missouri (10-2)                   | UCLA (9-3)             | Missouri (11-3)        | 14                   |
| 15    | Arizona (5–1)                     | Arizona St. (6–1)     | Nebraska (8–1)        | Notre Dame (7-2)       | Arizona (8-2)          | Auburn (8–3)           | Georgia (9-3)                     | Arizona St. (9-3)      | Clemson (10-3)         | 15                   |
| 16    | Nebraska (6–1)                    | LSU (7–2)             | Oklahoma (6–2)        | Georgia (7-2)          | Auburn (7–3)           | Georgia Tech (9-2)     | UCLA (9-3)                        | Missouri (10-3)        | Boise St. (12-2)       | 16                   |
| 17    | Oklahoma (5–2)                    | Nebraska (7–1)        | Georgia (6–2)         | Arizona (7-2)          | Georgia Tech (9-2)     | Missouri (9-2)         | Arizona St. (9-3)                 | Wisconsin (10-3)       | Ole Miss (9-4)         | 17                   |
| 18    | East Carolina (5–1)               | Utah (6–1)            | UCLA (7–2)            | Clemson (7-2)          | Marshall (10-0)        | Ole Miss (8-3)         | Oklahoma (8-3)                    | Clemson (9-3)          | Kansas St. (9-4)       | 18                   |
| 19    | Utah (5–1)                        | Oklahoma (5–2)        | Clemson (6–2)         | Duke (8-1)             | Missouri (8-2)         | Marshall (11-0)        | Clemson (9-3)                     | Auburn (8–4)           | Arizona (10-4)         | 19                   |
| 20    | USC (5–2)                         | West Virginia (6–2)   | Utah (6–2)            | LSU (7-3)              | Utah (7-3)             | Oklahoma (8-3)         | Auburn (8–4)                      | Louisville (9-3)       | USC (9-4)              | 20                   |
| 21    | Clemson (5–2)                     | East Carolina (6–1)   | Arizona (6–2)         | Marshall (9-0)         | Nebraska (8-2)         | Colorado St. (10-1)    | Louisville (9-3)                  | Boise St. (11-2)       | Utah (9-4)             | 21                   |
| 22    | West Virginia (5–2)               | Clemson (6–2)         | Duke (7–1)            | Wisconsin (7-2)        | Colorado St. (9-1)     | Minnesota (8-3)        | Boise St. (10-2)                  | LSU (8-4)              | Auburn (8-5)           | 22                   |
| 23    | Marshall (7–0)                    | Marshall (8–0)        | Marshall (8–0)        | Colorado St. (9-1)     | Oklahoma (7-3)         | Clemson (8-3)          | LSU (8-4)                         | Utah (8-4)             | Marshall (13-1)        | 23                   |
| 24    | LSU (6–2)                         | Duke (6–1)            | West Virginia (6–3)   | Georgia Tech (8-2)     | USC (7-3)              | Louisville (8-3)       | Utah (8-4)                        | USC (8-4)              | Louisville (9-4)       | 24                   |
| 25    | UCLA (5–2)                        | UCLA (6–2)            | Wisconsin (6–2)       | Utah (6-3)             | Duke (8-2)             | Boise St. (9-2)        | Nebraska (9-3)                    | Nebraska (9-3)         | Memphis (10-3)         | 25                   |
| A.P.  | Sem. 8 19 octobre                 | Sem. 9 26 octobre     | Sem. 10 2 novembre    | Sem. 11 9 novembre     | Sem. 12 16 novembre    | Sem. 13 23 novembre    | Sem. 14 30 novembre               | Sem. 15 7 décembre     | Ap. Bowls 13 jan.      |                      |
| Out : | Oklahoma State Texas A&M Stanford | USC                   | East Carolina         | Oklahoma West Virginia | Notre Dame Clemson LSU | Utah Nebraska USC Duke | Colorado State Marshall Minnesota | Oklahoma               | Nebraska LSU           |                      |

## Classements USA Today Coaches' Poll
| Coaches                | Présaison 17 aout      | Sem. 1 2 septembre   | Sem. 2 7 septembre   | Sem. 3 14 septembre  | Sem. 4 21 septembre             | Sem. 5 28 septembre     | Sem. 6 5 octobre      | Sem. 7 12 octobre          |    |
| ---------------------- | ---------------------- | -------------------- | -------------------- | -------------------- | ------------------------------- | ----------------------- | --------------------- | -------------------------- | -- |
| 1                      | Florida State          | Florida State (1–0)  | Florida State (2–0)  | Florida State (2–0)  | Florida State (3–0)             | Alabama (4–0)           | Florida State (5–0)   | Mississippi State (6–0)    | 1  |
| 2                      | Alabama                | Alabama (1–0)        | Alabama (2–0)        | Alabama (3–0)        | Alabama (4–0)                   | Florida State (4–0)     | Auburn (5–0)          | Florida State (6—0)        | 2  |
| 3                      | Oklahoma               | Oklahoma (1–0)       | Oklahoma (2–0)       | Oregon (3–0)         | Oklahoma (4–0)                  | Oklahoma (4–0)          | Baylor (5–0)          | Ole Miss (6–0)             | 3  |
| 4                      | Oregon                 | Oregon (1–0)         | Oregon (2–0)         | Oklahoma (3–0)       | Oregon (4–0)                    | Oregon (4–0)            | Ole Miss (5–0)        | Baylor (6–0)               | 4  |
| 5                      | Auburn                 | Auburn (1–0)         | Auburn (2–0)         | Auburn (2–0)         | Auburn (3–0)                    | Auburn (4–0)            | Notre Dame (5–0)      | Notre Dame (6–0)           | 5  |
| 6                      | Ohio State             | Michigan State (1–0) | Georgia (1–0)        | Baylor (2-0)         | Baylor (3–0)                    | Baylor (4–0)            | Mississippi St. (5-0) | Michigan State (5–1)       | 6  |
| 7                      | UCLA                   | Ohio State (1–0)     | Baylor (2–0)         | Texas A&M (3–0)      | Texas A&M (4–0)                 | Texas A&M (5–0)         | Alabama (4–1)         | Alabama (5–1)              | 7  |
| 8                      | Michigan State         | Georgia (1–0)        | Texas A&M (2–0)      | LSU (3–0)            | Notre Dame (3–0)                | Notre Dame (4–0)        | Michigan State (4–1)  | Auburn (5–1)               | 8  |
| 9                      | South Carolina         | Baylor (1–0)         | LSU (2–0)            | Notre Dame (3–0)     | Michigan State (2–1)            | UCLA (4–0)              | Oklahoma (4–1)        | Oregon (5–1)               | 9  |
| 10                     | Baylor                 | Stanford (1–0)       | USC (2–0)            | UCLA (3–0)           | UCLA (3–0)                      | Michigan State (3–1)    | Georgia (4–1)         | Georgia (5–1)              | 10 |
| 11                     | Stanford               | UCLA (1–0)           | Notre Dame (2–0)     | Michigan State (1–1) | Ole Miss (3–0)                  | Ole Miss (4–0)          | Oregon (4–1)          | Oklahoma (5–1)             | 11 |
| 12                     | Georgia                | LSU (1–0)            | UCLA (2–0)           | Ole Miss (3–0)       | Arizona State (3–0)             | Georgia (3–1)           | TCU (4–0)             | TCU (4–1)                  | 12 |
| 13                     | LSU                    | Texas A&M (1–0)      | Michigan State (1–1) | Arizona State (3–0)  | Georgia (2–1)                   | Stanford (3–1)          | Arizona (5–0)         | Ohio State (4–1)           | 13 |
| 14                     | Wisconsin              | USC (1–0)            | Arizona State (2–0)  | Georgia (1–1)        | Stanford (2–1)                  | Mississippi State (4–0) | Texas A&M (5–1)       | Kansas State (4–1)         | 14 |
| 15                     | USC                    | Notre Dame (1–0)     | Ole Miss (2–0)       | Stanford (2–1)       | South Carolina (3–1)            | LSU (4–1)               | Ohio State (4–1)      | Oklahoma State (5–1)       | 15 |
| 16                     | Clemson                | Arizona State (1–0)  | Stanford (1–1)       | South Carolina (2–1) | Mississippi St. (4–0)           | Wisconsin (3–1)         | Kansas State (4–1)    | East Carolina (5–1)        | 16 |
| 17                     | Notre Dame             | Ole Miss (1–0)       | Wisconsin (1–1)      | Wisconsin (1–1)      | Wisconsin (1–1)                 | Nebraska (5–0)          | UCLA (4–1)            | Arizona (5–1)              | 17 |
| 18                     | Arizona State          | Nebraska (1–0)       | Ohio State (1–1)     | Ohio State (2–1)     | LSU (3–1)                       | Ohio State (3–1)        | Oklahoma State (4–1)  | Arizona State (4–1)        | 18 |
| 19                     | Ole Miss               | Wisconsin (0–1)      | Virginia Tech (2–0)  | Missouri (3–0)       | Nebraska (4–0)                  | BYU (4–0)               | East Carolina (4–1)   | Nebraska (5–1)             | 19 |
| 20                     | Texas A&M              | Kansas State (1–0)   | Kansas State (2–0)   | Kansas State (2–0)   | Ohio State (2–1)                | USC (3–1)               | Arizona State (4–1)   | Stanford (4–2)             | 20 |
| 21                     | Kansas State           | S. Carolina (0-1)    | Nebraska (2-0)       | USC (2–1)            | BYU (4–0)                       | East Carolina (3–1)     | Nebraska (5–1)        | Texas A&M (5–2)            | 21 |
| 22                     | Nebraska               | Missouri (1–0)       | Missouri (2–0)       | Nebraska (3–0)       | USC (2–1)                       | Kansas State (3–1)      | Stanford (3–2)        | Clemson (4–2)              | 22 |
| 23                     | North Carolina         | N. Carolina (1–0)    | So. Carolina (1–1)   | BYU (3–0)            | Duke (4-0)                      | Oklahoma State (3–1)    | Georgia Tech (5–0)    | Utah (4–1)                 | 23 |
| 24                     | Texas                  | Clemson (0–1)        | Clemson (1–1)        | Clemson (1–1)        | East Carolina (3–1)             | Arizona State (3–1)     | Missouri (4–1)        | Marshall (6–0)             | 24 |
| 25                     | Washington             | Texas (1–0)          | No. Carolina (2–0)   | No. Carolina (2-0)   | Kansas State (2–1)              | TCU (3–0)               | Clemson (3–2)         | USC (4–2)                  | 25 |
|                        | Présaison 17 aout      | Sem. 1 2 septembre   | Sem. 2 7 septembre   | Sem. 3 14 septembre  | Sem. 4 21 septembre             | Sem. 5 28 septembre     | Sem. 6 5 octobre      | Sem. 7 12 octobre          |    |
| Sortis du classement : | Sortis du classement : | Washington           | Texas                | Virginia Tech        | Missouri North Carolina Clemson | South Carolina Duke     | LSU USC BYU Wisconsin | UCLA Georgia Tech Missouri |    |

| C.P   | Sem. 8 19 octobre                 | Sem. 9 26 octobre     | Sem. 10 2 novembre    | Sem. 11 9 novembre     | Sem. 12 16 novembre    | Sem. 13 23 novembre    | Sem. 14 30 novembre     | Sem. 15 7 décembre     | Ap. Bowls 13 janvier   |    |
| ----- | --------------------------------- | --------------------- | --------------------- | ---------------------- | ---------------------- | ---------------------- | ----------------------- | ---------------------- | ---------------------- | -- |
| 1     | Mississippi St. (6–0)             | Mississippi St. (7–0) | Mississippi St. (8–0) | Mississippi St. (9-0)  | Florida St. (10-0)     | Alabama (10-1)         | Alabama (11-1)          | Alabama (12-1)         | Ohio State (14-1)      | 1  |
| 2     | Florida St. (7–0)                 | Florida St. (7–0)     | Florida St. (8–0)     | Florida St. (9-0)      | Alabama (9-1)          | Florida St. (11-0)     | Florida St. (12-0)      | Florida St. (13-0)     | Oregon (13-2)          | 2  |
| 3     | Ole Miss (7–0)                    | Alabama (7–1)         | Auburn (7–1)          | Alabama (8-1)          | Oregon (9-1)           | Oregon (10-1)          | Oregon (11-1)           | Oregon (12-1)          | TCU (12-1)             | 3  |
| 4     | Alabama (6–1)                     | Auburn (6–1)          | Alabama (7–1)         | Oregon (9-1)           | Mississippi St. (9-1)  | Mississippi St. (10-1) | TCU (10-1)              | Ohio State (12-1)      | Alabama (12-2)         | 4  |
| 5     | Michigan St. (6–1)                | Michigan St. (7–1)    | Oregon (8–1)          | TCU (8-1)              | TCU (9-1)              | TCU (9-1)              | Baylor (10-1)           | Baylor (11-1)          | Michigan St. (11-2)    | 5  |
| 6     | Auburn (5–1)                      | Oregon (7–1)          | Michigan St. (7–1)    | Baylor (8-1)           | Baylor (9-1)           | Baylor (9-1)           | Ohio State (11-1)       | TCU (11-1)             | Florida St. (13-1)     | 6  |
| 7     | Oregon (6–1)                      | Notre Dame (6–1)      | TCU (7–1)             | Ohio State (8-1)       | Ohio State (9-1)       | Ohio State (10-1)      | Michigan St. (10-2)     | Michigan St. (10-2)    | Georgia Tech (11-3)    | 7  |
| 8     | Notre Dame (6–1)                  | Georgia (6–1)         | Notre Dame (7–1)      | Arizona St. (8-1)      | Ole Miss (8-2)         | Michigan St. (9-2)     | Arizona (10-2)          | Mississippi St. (10-2) | Baylor (11-2)          | 8  |
| 9     | Georgia (6–1)                     | Ole Miss (7–1)        | Kansas St. (7–1)      | Auburn (7-2)           | Michigan St. (8-2)     | Georgia (9-2)          | Kansas St. (9-2)        | Georgia Tech (10-3)    | Georgia (10-3)         | 9  |
| 10    | TCU (5–1)                         | TCU (6–1)             | Baylor (7–1)          | Ole Miss (8-2)         | Georgia (8-2)          | UCLA (9-2)             | Mississippi St. (10-2)  | Kansas St. (9-3)       | UCLA (10-3)            | 10 |
| 11    | Kansas St. (5–1)                  | Kansas St. (6–1)      | Ohio State (7–1)      | Nebraska (8-1)         | Kansas St. (7-2)       | Kansas St. (8-2)       | Wisconsin (10-2)        | Arizona (10-3)         | Missouri (11-3)        | 11 |
| 12    | Ohio State (5–1)                  | Baylor (6–1)          | Arizona St. (7–1)     | Michigan St. (7-2)     | UCLA (8-2)             | Arizona (9-2)          | Georgia Tech (10-2)     | Ole Miss (9-3)         | Mississippi St. (10-3) | 12 |
| 13    | Baylor (6–1)                      | Ohio State (6–1)      | Ole Miss (7–2)        | Kansas St. (7-2)       | Arizona (8-2)          | Arizona St. (9-2)      | Missouri (10-2)         | Georgia (9-3)          | Wisconsin (11-3)       | 13 |
| 14    | Arizona St. (5–1)                 | Arizona St. (6–1)     | Nebraska (8–1)        | Georgia (7-2)          | Arizona St. (8-2)      | Wisconsin (9-2)        | Ole Miss (9-3)          | Missouri (10-3)        | Arizona St. (10-3)     | 14 |
| 15    | Arizona (5–1)                     | Arizona (6–1)         | LSU (7–2)             | UCLA (8-2)             | Wisconsin (8-2)        | Georgia Tech (9-2)     | Georgia (9-3)           | UCLA (9-3)             | Clemson (9-3)          | 15 |
| 16    | Nebraska (6–1)                    | Nebraska (7–1)        | Oklahoma (6–2)        | Notre Dame (7-2)       | Georgia Tech (9-2)     | Auburn (8-3)           | Oklahoma (8-3)          | Arizona St. (9-3)      | Boise State (12-2)     | 16 |
| 17    | East Carolina (5–1)               | LSU (7–2)             | Georgia (6–2)         | Clemson (7-2)          | Auburn (7-3)           | Missouri (9-2)         | UCLA (9-3)              | Wisconsin (10-3)       | Arizona (10-4)         | 17 |
| 18    | Oklahoma (5–2)                    | Utah (6–1)            | UCLA (7–2)            | Arizona (7-2)          | Marshall (10-0)        | Oklahoma (8-3)         | Arizona St. (9-3)       | Clemson (9-3)          | Kansas St. (9-4)       | 18 |
| 19    | Utah (5–1)                        | East Carolina (6–1)   | Clemson (6–2)         | Duke (8-1)             | Nebraska (8-2)         | Ole Miss (8-3)         | Clemson (9-3)           | Auburn (8-4)           | Ole Miss (9-4)         | 19 |
| 20    | Clemson (5–2)                     | Oklahoma (5–2)        | Duke (7–1)            | LSU (7-3)              | Missouri (8-2)         | Marshall (11-0)        | Louisville (9-3)        | Louisville (9-3)       | Utah (9-4)             | 20 |
| 21    | USC (5–2)                         | Clemson (6–2)         | Arizona (6–2)         | Marshall (9-0)         | Utah (7-3)             | Colorado St. (10-1)    | Auburn (8-4)            | Boise State (11-2)     | USC (9-4)              | 21 |
| 22    | Marshall (7–0)                    | West Virginia (6–2)   | Marshall (8–0)        | Wisconsin (7-2)        | Oklahoma (7-3)         | Minnesota (8-3)        | Boise State (10-2)      | Nebraska (9-3)         | Marshall (13-1)        | 22 |
| 23    | LSU (6–2)                         | Marshall (8–0)        | Utah (6–2)            | Georgia Tech (8-2)     | Colorado St. (9-1)     | Louisville (8-3)       | Nebraska (9-3)          | LSU (8-4)              | Auburn (8-4)           | 23 |
| 24    | Minnesota (6-1)                   | Duke (6–1)            | Wisconsin (6–2)       | Okhlahoma (6-3)        | USC (7-3)              | Clemson (8-3)          | LSU (8-4)               | Oklahoma (8-4)         | Louisville (9-3)       | 24 |
| 25    | West Virginia (5–2)               | UCLA (6–2)            | West Virginia (6–3)   | Colorado St. (9-1)     | Duke (8-2)             | Boise State (9-2)      | Minnesota (8-4)         | Utah (8-4)             | Memphis (10-3)         | 25 |
|       | Sem. 8 19 octobre                 | Sem. 9 26 octobre     | Sem. 10 2 novembre    | Sem. 11 9 novembre     | Sem. 12 16 novembre    | Sem. 13 23 novembre    | Sem. 14 30 novembre     | Sem. 15 7 décembre     | Ap. Bowls 13 janvier   |    |
| Out : | Oklahoma State Texas A&M Stanford | USC                   | East Carolina         | Oklahoma West Virginia | Notre Dame Clemson LSU | Nebraska Utah USC Duke | Marshall Colorado State | Minnesota              | Nebraska LSU Oklahoma  |    |